# المويسكا

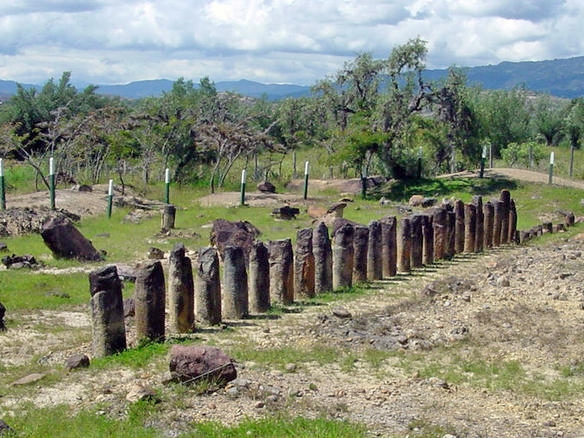

المويسكا (وتسمى أيضا شيبشا) هم السكان الأصليون وأصحاب الحضارة الأصلية في ألتيبلانو كونديبوياسينس، كولومبيا، التي شكلت اتحاد المويسكا قبل الغزو الاسباني. تحدث الناس بالمويسكاكوبونية، وهي لغة من عائلة اللغات الشيبشانية، وتسمى أيضًا مويسكا وموسكا. واجهوا الغزاة المرسلين بأمر من الإمبراطورية الإسبانية في عام 1537 في زمن الغزوات باعتبارهم إحدى الحضارات الأربعة المتطورة في الأمريكيتين (إلى جانب الأزتك والمايا والإنكا). رُصدت مجموعات فرعية من المويسكا من خلال ولائهم لثلاثة حكام كبار: الزاكيو ومركزهم في هونزا، إذ حكموا المنطقة التي تغطي تقريبًا جنوب وجنوب شرق بوياكا الحديثة وجنوب سانتاندر؛ بالإضافة إلى الزيبا، المتمركزين في باكاتا وتضم مناطق حكمهم معظم كونديناماركا الحديثة، واللانوس الغربية؛ وأخيرًا الإيراكا، حاكم سواموكس الديني وشمال شرق بوياكا الحديث وجنوب غرب سانتاندير.
امتدت أراضي مويسكا على مساحة تبلغ حوالي 25000 كم 2 (9,700 ميل مربع) من شمال بوياكا إلى سوماباز بارامو ومن قمم الجبال إلى الجزء الغربي من السلاسل الشرقية. جاورت مناطق المويسكا الأراضي التابعة للبانشي في الغرب، والموزو في الشمال الغربي، والغوان في الشمال، واللاتش في الشمال الشرقي، والأتشاغوا في الشرق، والسوتاجاو في الجنوب.
ضمّت المنطقة بحلول فترة الغزو عددًا كبيرًا من السكان، على الرغم من عدم تحديد العدد الدقيق للسكان. تختلف التقديرات من نصف مليون إلى ثلاثة ملايين نسمة. اعتمد اقتصادهم المعيشي على الزراعة واستخراج الملح والتجارة والأشغال المعدنية والتصنيع.
في العصر الحديث، انخفض عدد سكان مويسكا انخفاضًا كبيرًا، على الرغم من وجود أحفاد المويسكا في بلديات ومقاطعات كوتا وتشيا وتينجو وسوبا وإينغاتيفا وتوكانسيبا وغاشانشيبا وأوباتي. رصد إحصاء سكاني صادر عن وزارة الداخلية في عام 2005 ما مجموعه 15051 شخصًا من المويسكا في كولومبيا.
يتمثل المساهمون المهمون في تكوين المعرفة حول المويسكا في الغزاة الرئيسيين لهم، مثل غونزالو خيمينيز دي كويسادا؛ شاعر وجندي إسباني، والكاهن خوان دي كاستيلانوس (القرن السادس عشر)، والمطران لوكاس فرنانديز دي بيدراهيتا والفرنسيسكى بيدرو سيمون (القرن السابع عشر)، وخافيير أوكامبو لوبيز وغونزالو كورييل أوريغو (حديثًا).

## تاريخ المويسكا
تُستَمد المعرفة بالأحداث الواقعة حتى عام 1450 بشكل رئيسي من السياقات الأسطورية، ولكن بفضل سجلات جزر الهند الغربية، يوجد توصيف للفترة الأخيرة من تاريخ المويسكا قبل الوصول الإسباني.

### خلفية
تُظهر الحفريات في ألتيبلانو كونديبوياسينس (المرتفعات في مدينتي كونديناماركا وبوياكا) دليلًا على النشاط البشري منذ المرحلة الأثرية في بداية العصر الهولوسيني. تضم كولومبيا واحدًا من أقدم المواقع الأثرية في الأمريكتين: الأبرا، والذي يُقدّر عمره بحوالي 13000 عام. قادت الدلائل الأثرية الأخرى في منطقة ألتيبلانو كونديبوياسينس الباحثين إلى الحديث عن ثقافة الأبرا: تعود الأدوات وغيرها من القطع الأثرية الحجرية في تيبيتو إلى عام 9740 قبل الميلاد؛ في منطقة سافانا بوغوتا، ولا سيما في شلالات تيكينداما، عُثِر على أدوات حجرية أخرى تعود إلى ألفية لاحقة تنتمي إلى صيادين متخصصين. وُجدت الهياكل العظمية البشرية التي يعود تاريخها إلى 5000 قبل الميلاد. تُظهِر التحاليل انتماء السكان لحضارة الأبرا.

### حقبة المويسكا
يتفق العلماء على هجرة مجموعة من المويسكا إلى ألتيبلانو كونديبوياسينس في العصر التكويني (ما بين 500 و1000 قبل الميلاد)، كما يتضح في الأدلة الموجودة في أغوازوكيو وسواشا. انتقل المويسكا كغيرهم من الثقافات الأخرى في العصر التكويني لأمريكا من كونهم مجموعات صيد-جمع ليصبحوا مزارعين مستقرين. جاءت مجموعات من الزراعيين ذوي التقاليد السيراميكية حوالي 1500 قبل الميلاد إلى المنطقة قادمين من الأراضي المنخفضة. امتلكوا مساكن دائمة ومخيمات ثابتة، وعملوا في المياه المالحة لاستخراج الملح. وُجدَت أدلة في زيباكون على الأنشطة الزراعية والسيراميكية. يعود تاريخ أقدم مستوطنة في المرتفعات إلى 1270 قبل الميلاد. جاءت موجة ثانية من المهاجرين إلى المرتفعات بين عامي 500 و800 قبل الميلاد. أُثبِت وجودهم من خلال الأعمال السيراميكية متعددة الألوان، والمساكن، والمزارع. كانت هذه المجموعات مستقرة في أماكن إقامتها عند وصول الغزاة الإسبان. لقد تركوا آثارًا كثيرة من المهن التي عملوا بها ودُرسَت هذه الآثار منذ القرن السادس عشر، وسمحت للعلماء بإعادة تكوين تصورهم عن أسلوب حياتهم. يُعتقَد أن المويسكا قد اختلطوا مع المزيد من السكان القدامى، ولكنهم كانوا المسؤولين الأساسيين عن قولبة الصورة الثقافية والتنظيم الاجتماعي والسياسي. كانت لغتهم، وهي إحدى لغات التشيبشا، مشابهة بشكل كبير للغة الشعوب في سييرا نيفادا دي سانتا مارتا (كوجوي وإيجا وويوا وكانكوامو) وسييرا نيفادا ديل كوكوي (أووا).

#### الحروب
كان الزيبا ساجوامانشيكا (حكم من عام 1470 إلى 1490) في حرب مستمرة ضد القبائل العدوانية مثل سوتاجاو، وخاصة البانشي، الذين جلبوا المتاعب لخلفائه، نيميكين وتيسكوزا. شكل الكاريبيون أيضًا تهديدًا دائمًا كمنافسين لحكام الزاكيو في هونزا، إذ تنافسوا بشكل خاص على حيازة مناجم الملح في زيباكويرا ونيموكون وتاوسا.

## اللغة
تنتمي شيبشا، المعروفة أيضًا باسم مويسكا أو موسكا أو مويسكاكوبون، إلى عائلة اللغات الشيبشانية. استُخدمت هذا اللغة في العديد من مناطق أمريكا الوسطى وشمال أمريكا الجنوبية. نطقت حضارات تايرونا وأووا، المرتبطة بحضارة المويسكا، بلغات مشابهة، وهذا ما شجّع التجارة. استخدم المويسكا شكلاً من أشكال الهيرغليفية للأرقام.
تم استيعاب العديد من كلمات لغة الشيبشا أو «إعارتها» إلى اللغة الإسبانية الكولومبية:
- الجغرافيا: حُوفِظ على العديد من أسماء البلدات والمناطق. في بعض الحالات، سميت المدن الإسبانية بمزيج من كلمات الشيبشا والكلمات الإسبانية مثل سانتا في دي بوغوتا (بلغة الشيبشا: باكاتا). اشتقت أسماء معظم بلديات مقاطعتي بوياكا وكونديناماركا من أسماء لغة الشيبشا مثل تشوكونتا وسوغاموسو وزيباكويرا وغيرها الكثير.
- الفواكه، مثل كوروبا وأوتشوفا.
- العلاقات: يسمى الطفل الأصغر كوبا، أو شينا إذا كانت فتاة؛ مويسكا تعني الناس.

## الاقتصاد
امتلك المويسكا اقتصادًا ومجتمعًا يعتبره الكثيرون من الأقوى في مرحلة ما بعد الكلاسيكية الأمريكية، ويعود ذلك أساسًا إلى الموارد الثمينة في المنطقة: الذهب والزمرد. عندما وصل الأسبان إلى مناطق المويسكا، وجدوا نظامًا غنيًا لترتيب الشحن مع سيطرة اتحاد المويسكا على عملية استخراج المنتجات التالية:
- الزمرد: تُعتبر كولومبيا المنتج الرئيسي للزمرد في العالم
- النحاس
- الفحم: تستمر مناجم الفحم بالعمل اليوم في زيباكويرا ومواقع أخرى. تمتلك كولومبيا أحد أهم احتياطيات الفحم في العالم.[3]
- الملح: وجدت مناجم للإنتاج في نيموكون وزيبا كويرا وتاوسا.
- الذهب: تم استيراد الذهب من مناطق أخرى، لكنه توفر بشكل كبير ليصبح المادة المفضلة للحرف اليدوية المويسكية. ساهمت العديد من الأعمال اليدوية المصنوعة من الذهب، بالإضافة إلى تقاليد زيبا المتمثلة في تقديم الذهب للإلهة غواتافيتا في أسطورة إيلدورادو

تداول شعب المويسكا سلعهم في الأسواق المحلية والإقليمية بنظام المقايضة. تراوحت العناصر المتداولة من تلك الضروريات الأساسية إلى السلع الفاخرة. أدت وفرة الملح والزمرد والفحم إلى جعل هذه السلع بمثابة العملة الفعلية للتداول.
بعد أن طوروا مجتمعًا زراعيًا، استخدم السكان زراعة المصاطب وتقنيات الري في المرتفعات. وتمثلت المنتجات الرئيسية في الفواكه، والكوكا، والكينوا، والبفرة والبطاطا.
كانت صناعة النسيج نشاطًا اقتصاديًا رئيسيًا آخر. صنع السكان مجموعة واسعة من المنسوجات المعقدة. قال الباحث بول باهن: «أتقنت الحضارات الأندية تقريبًا كل طريقة من طرق حياكة المنسوجات أو الزخرفة المعروفة الآن، وكانت منتجاتها غالبًا أرقى من تلك الموجودة اليوم.»